# Acilius
Acilius là một chi bọ nước.

## Các loài

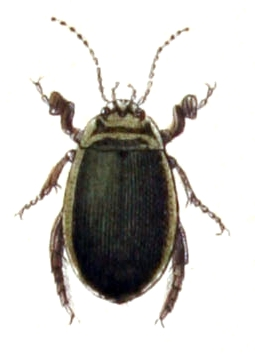
con đực A. sulcatus

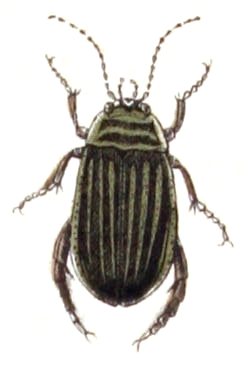
con cái A. sulcatus

Chi này gồm các loài
- Acilius abbreviatus
- Acilius athabascae
- Acilius brevis
- Acilius canaliculatus
- Acilius confusus
- Acilius duvergeri
- Acilius fasciatus
- Acilius fraternus
- Acilius guerryi
- Acilius laevisulcatus
- Acilius maccullochii
- Acilius mediatus
- Acilius sinensis
- Acilius subimpressus
- Acilius sulcatus
- Acilius sylvanus
- Acilius tomentosus